# Malcolm Macdonald
Malcolm Ian Macdonald (Fulham, London, 1950. január 7. –) angol válogatott labdarúgó, edző. A Supermac becenevét erős testfelépítéséről és góltermékenységéről kapta. Pályafutása során szerepelt a Fulham, a Luton Town, a Newcastle United, az Arsenal, illetve a svéd Djurgårdens klubjaiban. A Newcastle United ötödik legeredményesebb játékosa. 1975-ben a Szarkákkal, míg 1977-ben az Arsenal színeiben gólkirályi címet szerzett az angol első osztályú bajnokságban.

## Pályafutása

### A kezdetek és a Fulham
Fulhamben született, a Finlay Streeten, nagyon közel a Craven Cottage-hez. Ugyanabba a gimnáziumba járt, mint a Genesis majd a GTR gitárosa, Steve Hackett. Pályafutását hátvédként kezdte, ezt követően lett csatár. A Barnet gárdájában sajátította el a labdarúgás alapjait. Miután az amatőr Tonbridge csapatában hivatalosan is debütált a profik között, Bobby Robson 1968-ban 1000 fontot fizetett azért, hogy a Fulham játékosa legyen, és ez által a következő évadban segítse feljutni a csapatot a másodosztályból az első ligába.

### Luton Town
Egy évvel később Luton városába, a helyi klubhoz, a Luton Town-hoz szerződött, itt 101 meccsen 58-szor volt eredményes. Amikor 1971-ben hivatalossá vált, hogy a Newcastle gárdájához igazol 180 000 font ellenében, egy Rolls Royceszal vitték el a tárgyalásra.

### Newcastle United
1971 nyarán Joe Harvey vezetőedző javaslatára igazolták le 180 000 fontért cserébe. Első mérkőzésén mesterhármast jegyzett a Liverpool ellen. Ezek után kapta a Supermac becenevet, mely a Newcastle United szurkolói dalából származott a Jézus Krisztus szupersztár rockoperából, ennek ütemére skandálta a közönség: "Supermac, szupersztár, hány gólt szereztél eddig?" (Eredetileg: Supermac, superstar, how many goals have you scored so far?)
A Newcastle United azonban 1971. október 30-án a tabella alsó hányadában foglalt helyet a bajnokságban, miután az Everton ellen már sorozatban ötödször szenvedett vereséget az idény során. Ez a meccs volt Tony Green debütálómérkőzése. Később kiváló párost alkottak Macdonalddel, 5 győzelemmel és 2 döntetlennel sikerült előrelépniük a táblázaton, végül a 11. helyen zárták az idényt. Macdonald 52 találkozón 30 találatot jegyzett, 1972-ben pedig a Newcastle legeredményesebb játékosává vált. 1973-ban, 1974-ben, 1975-ben és 1976-ban a klub házi gólkirálya volt, az 1975–1976-os szezonban pedig elnyerte a gólkirályi címet is.
Az 1973–1974-es FA-kupa elődöntőjében kétszer volt eredményes a Burnley ellen, a döntőben azonban a Szarkákra 3–0-s vereséget mért a Liverpool.
A Superstars című televíziós műsorban 1975-ben a 100 métert 10,9 másodperc alatt futotta le.

### Arsenal
1976-ban a londoni Arsenal szerződtette akkoriban szokatlannak tűnő 333 333,34 font összegért. Két egymást követő évében az egylet gólkirálya volt, 1977-ben pedig elhódította az aranycipőt is. 1978-ban, bár nem teljesen egészséges állapotban, de kupadöntőt játszott, melyet csapatával elveszített. Az 1978–1979-es évad során a Rotherham elleni Ligakupa összecsapáson térdsérülést szenvedett, melyből sosem tudott teljesen felépülni.

### Djurgården
Néhány hónapot Svédországban, a Djurgården csapatánál töltött, majd 1979 augusztusában, 29 évesen bejelentette, hogy felhagy a profi futballal. Karrierje során összesen 193 alkalommal volt eredményes.

### Válogatott
A Newcastle United játékosaként debütált a válogatottban Wales ellen. Első gólját a későbbi világbajnok NSZK ellen szerezte.
1975. április 16-án az Európa-bajnoki selejtezőn a Wembley Stadionban mind az öt gól az ő nevéhez fűződött a Ciprus elleni 5–0-s diadal során. Ezzel olyan labdarúgóvá vált az angol nemzeti tizenegyben, aki a legtöbb találatot érte el egy adott mérkőzésen. Rekordját azóta sem tudták megdönteni. Habár a második világháború előtt Howard Vaughton, Steve Bloomer és Willie Hall korábban már jegyzett öt gólt Háromoroszlános mezben, mégis Macdonald az egyetlen, akinek ez tétmeccsen is sikerült. A sikert az egyik újság a következőképpen hozta le: "SuperMac 5, Ciprus 0".
Összesen 14 meccsen lépett pályára címeres dresszben, négy gólt szerezve.

## Edzőség
Visszavonulását követően 1980-ban a Fulham trénere lett. Kezdeti évei sikeresnek bizonyultak a Craven Cottage-en, 1982-ben vezetésével a gárda feljutott a másodosztályba.
Az 1982–1983-as idényben reálisnak tűnt, hogy feljutnak az első osztály küzdelmeibe, de a szezon kései szakaszában történő vereségek következtében végül a negyedik helyen végeztek. A következő évadban a kiesésért küzdöttek, bár a középmezőnyben fejezték be a bajnokságot, Macdonald ezek után elhagyta a csapatot.
1987-ben a Huddersfield Town edzője volt, de  irányításával a gárda kiesett a második ligába.
Macdonald a North Shields egyesületének elnöke napjainkban.

## A médiában
Először a Real Radio North East-nél kezdett dolgozni, 2000-ben a Legends Football Phone-In műsorban debütált Bernie Slaven és Micky Horswill mellett. A 2011–2012-es angol bajnokságot a Real Radion közvetítette majd a Star Radio North East-hez tért át, 2014-ig pedig ugyanebben a munkakörben dolgozott. A Century Radio Networkön egy interjúsorozatot is készített Upfront With Malcolm Macdonald címmel, mely során olyan ismertebb játékosok voltak a vendégei, mint Ian Wright, Joe Royle és Peter Beardsley.
Rendszeresen rovatokat írt a retro futballmagazin, a Backpass számára.
2011-ben erősen bírálta a Newcastle United azon döntését, miszerint a stadion nevét, a St James’ Parkot Sports Direct Arénára akarták változtatni: "Ellenszenves ez számomra. Mindez nem csak a futballklub, hanem a város örökségének része is."

## Magánélet
Egy sikertelen üzleti vállalkozás és második válása után tovább küzdött térdsérülésével. Saját elmondása szerint a régóta tartó sérülése okozta alkoholfüggőségét, melyből 1997-ben gyógyult ki.
Felesége Carol, Brian Johnson korábbi házastársa. Ő segítette Macdonaldot egy rehabilitációs program során.

## Pályafutása statisztikái

### Klubcsapatokban
| Klub                 | Szezon               | Bajnokság            | Bajnokság | Bajnokság | Kupa     | Kupa  | Ligakupa | Ligakupa | Egyéb    | Egyéb | Összesen | Összesen |
| Klub                 | Szezon               | Divízió              | Mérkőzés  | Gólok     | Mérkőzés | Gólok | Mérkőzés | Gólok    | Mérkőzés | Gólok | Mérkőzés | Gólok    |
| -------------------- | -------------------- | -------------------- | --------- | --------- | -------- | ----- | -------- | -------- | -------- | ----- | -------- | -------- |
| Fulham               | 1968–1969            | Second Division      | 13        | 5         | 0        | 0     | 0        | 0        | 0        | 0     | 13       | 5        |
| Luton Town           | 1969–1970            | Third Division       | 46        | 25        | 3        | 1     | 5        | 2        | 0        | 0     | 54       | 28       |
| Luton Town           | 1970–1971            | Second Division      | 42        | 24        | 2        | 4     | 3        | 2        | 0        | 0     | 47       | 30       |
| Luton Town           | Összesen             | Összesen             | 88        | 49        | 5        | 5     | 8        | 4        | 0        | 0     | 101      | 58       |
| Newcastle United     | 1971–1972            | First Division       | 42        | 23        | 2        | 2     | 2        | 1        | 6        | 4     | 52       | 30       |
| Newcastle United     | 1972–1973            | First Division       | 35        | 17        | 2        | 1     | 1        | 1        | 9        | 5     | 47       | 24       |
| Newcastle United     | 1973–1974            | First Division       | 29        | 15        | 9        | 7     | 2        | 3        | 4        | 3     | 44       | 28       |
| Newcastle United     | 1974–1975            | First Division       | 42        | 21        | 2        | 0     | 6        | 6        | 8        | 5     | 58       | 32       |
| Newcastle United     | 1975–1976            | First Division       | 39        | 19        | 7        | 4     | 7        | 1        | 3        | 0     | 56       | 24       |
| Newcastle United     | Összesen             | Összesen             | 187       | 95        | 22       | 14    | 18       | 12       | 30       | 17    | 257      | 138      |
| Arsenal              | 1976–1977            | First Division       | 41        | 25        | 3        | 3     | 6        | 1        | 0        | 0     | 50       | 29       |
| Arsenal              | 1977–1978            | First Division       | 39        | 15        | 6        | 7     | 7        | 4        | 0        | 0     | 52       | 26       |
| Arsenal              | 1978–1979            | First Division       | 4         | 2         | 0        | 0     | 1        | 0        | 1        | 0     | 6        | 2        |
| Arsenal              | Összesen             | Összesen             | 84        | 42        | 9        | 10    | 14       | 5        | 1        | 0     | 108      | 57       |
| Djurgården           | 1979                 | Allsvenskan          | 9         | 2         | 0        | 0     | —        | —        | 0        | 0     | 9        | 2        |
| Pályafutása összesen | Pályafutása összesen | Pályafutása összesen | 381       | 193       | 36       | 29    | 40       | 21       | 31       | 17    | 488      | 260      |

### A válogatottban
| Nemzet     | Év       | Mérkőzés | Gólok |
| ---------- | -------- | -------- | ----- |
| Anglia U23 | 1972     | 4        | 4     |
| Anglia U23 | Összesen | 4        | 4     |
| Anglia     | 1972     | 3        | 0     |
| Anglia     | 1973     | 1        | 0     |
| Anglia     | 1974     | 3        | 0     |
| Anglia     | 1975     | 7        | 6     |
| Anglia     | Összesen | 14       | 6     |

### Góljai a válogatottban
Forrás: 
| #             | Dátum             | Helyszín        | Ellenfél | Eredmény | Kiírás                             |
| ------------- | ----------------- | --------------- | -------- | -------- | ---------------------------------- |
| 1             | 1975. március 12. | Wembley Stadion | NSZK     | 2–0      | Barátságos mérkőzés                |
| 2, 3, 4, 5, 6 | 1975. április 16. | Wembley Stadion | Ciprus   | 5–0      | 1976-os Európa-bajnokság selejtező |

## Sikerei, díjai

### Klubokban

#### Newcastle United
- FA-kupa – döntős: 1974[7]
- Ligakupa – döntős: 1976

#### Arsenal
- FA-kupa – döntős: 1978[21]

### Egyéni
- First Division – Aranycipő: 1974–1975, 1976–1977[9]
- PFA – Az év csapatának tagja: 1974[20]
- Newcastle United – Hírességek Csarnoka[6]
- Football League 100 Legends[22]

## Fordítás
Ez a szócikk részben vagy egészben  a   Malcolm Macdonald című angol Wikipédia-szócikk ezen változatának fordításán alapul.  Az eredeti cikk szerkesztőit annak laptörténete sorolja fel. Ez a jelzés csupán a megfogalmazás eredetét és a szerzői jogokat jelzi, nem szolgál a cikkben szereplő információk forrásmegjelöléseként.